# Wojciech Kobielski
Wojciech Kobielski (ur. 31 października 1959) – polski koszykarz, po zakończeniu kariery zawodniczej trener koszykarski.
W sezonie 1991/92 oraz 1992/93 był zawodnikiem ówczesnego Provide'u Włocławek i Nobiles Włocławek.

Był trenerem w sezonach:

1994/95 – Asystent trenera. Anwil Włocławek

1995/96 – Asystent trenera. Anwil Włocławek

1996/97 – Asystent trenera w meczach (1-6). Pierwszy trener w meczach (7-39). Anwil Włocławek

1997/98 – Asystent trenera. Pierwszy trener w meczach (13,14). Anwil Włocławek

1998/99 – Asystent trenera. Anwil Włocławek

1999/2000 – Asystent trenera. Pierwszy trener w meczach (24-33). Anwil Włocławek

2000/01 – Po dziewięciu latach pracy szkoleniowej w Anwilu Włocławek zgodnie z zapowiedziami opuszcza Kujawy, aby prowadzić koszykarski klub Wisła Kraków.
Obecnie jest nauczycielem wychowania fizycznego w Szkole Podstawowej nr 23 we Włocławku.